# 长春有轨电车900系电车
长春有轨电车900系电车是长春轨道交通的电车车款之一，由沈阳新阳光机电科技生产，厂方型号为SY-YG16-2型，现在已经上线运营。

## 简介
900系电车由沈阳新阳光机电于2012年起生产，单节编组，现在为46辆。车门为塞拉门，为高地板车辆。目前在54、55路运行，是长春有轨电车第十代电车。
932号电车2024年被改造为“长春文旅红旗号”列车，2025年1月5日开始以文旅专列的形式运营。

## 编组
|          | CCYG900 ←西安大路/长春西站 站方向工农大路站方向→ |
| 車廂編號 | 9XX                                              |
| 受电弓   | ＜＞                                             |
| 形式區分 | (Mcp)                                            |
| 其他設備 | 旋转电机                                         |
| 安裝機器 | 主电机/VVVF/变电柜/受电弓 /SIV                   |
| 車輛重量 | 22T                                              |
| 动力分布 | 〇● ●〇                                          |
| 轴式     | (1A)(A1)                                         |
| 載客量   | 200人                                            |

## 列车配置
900系的外涂装为红色和白色，VVVF由沈阳新阳光生产，空调由湖南华强电气制造型号为BPKD9(B)-EV。

## 图集

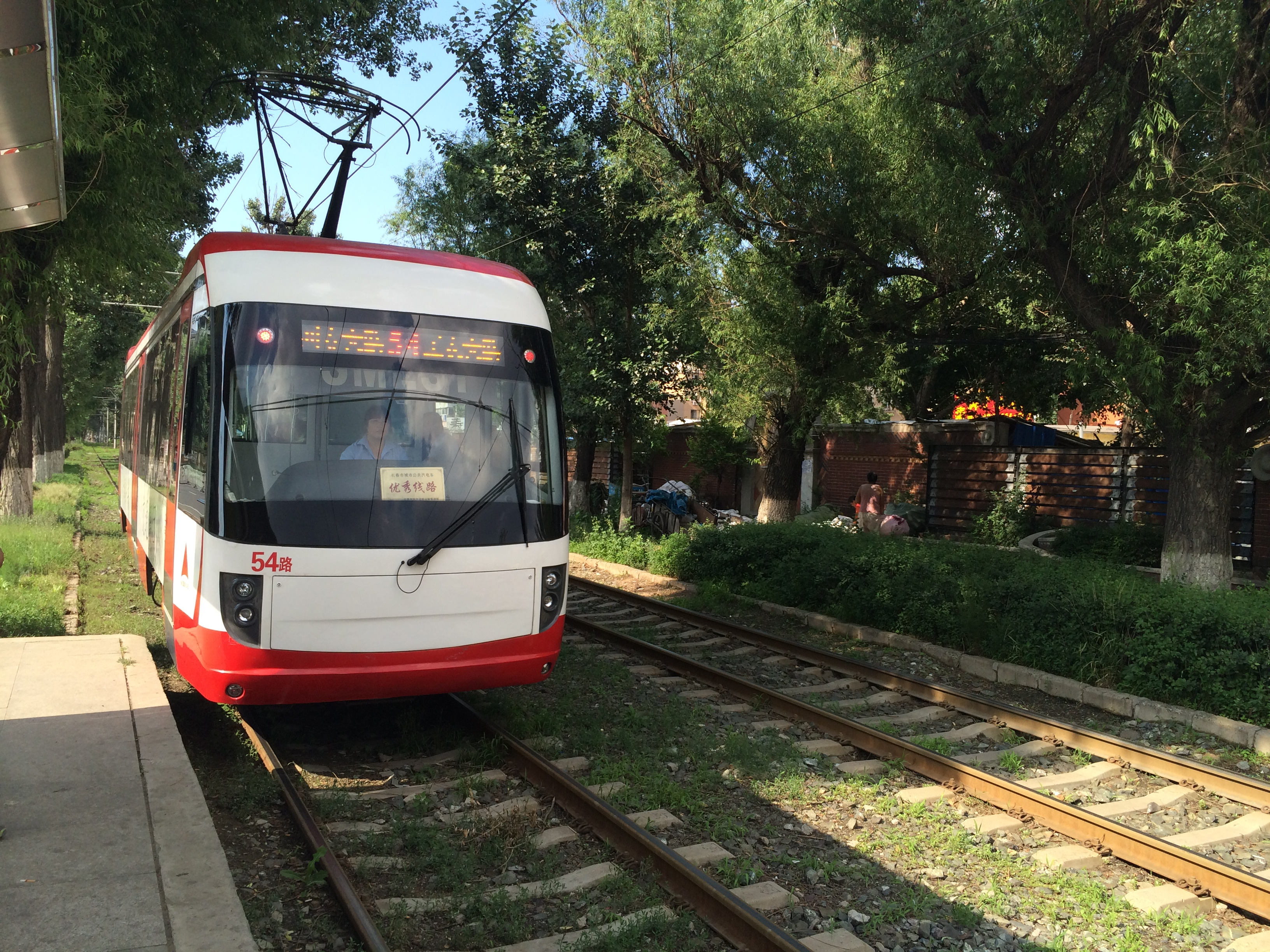
长春有轨电车 900系在景阳大路站
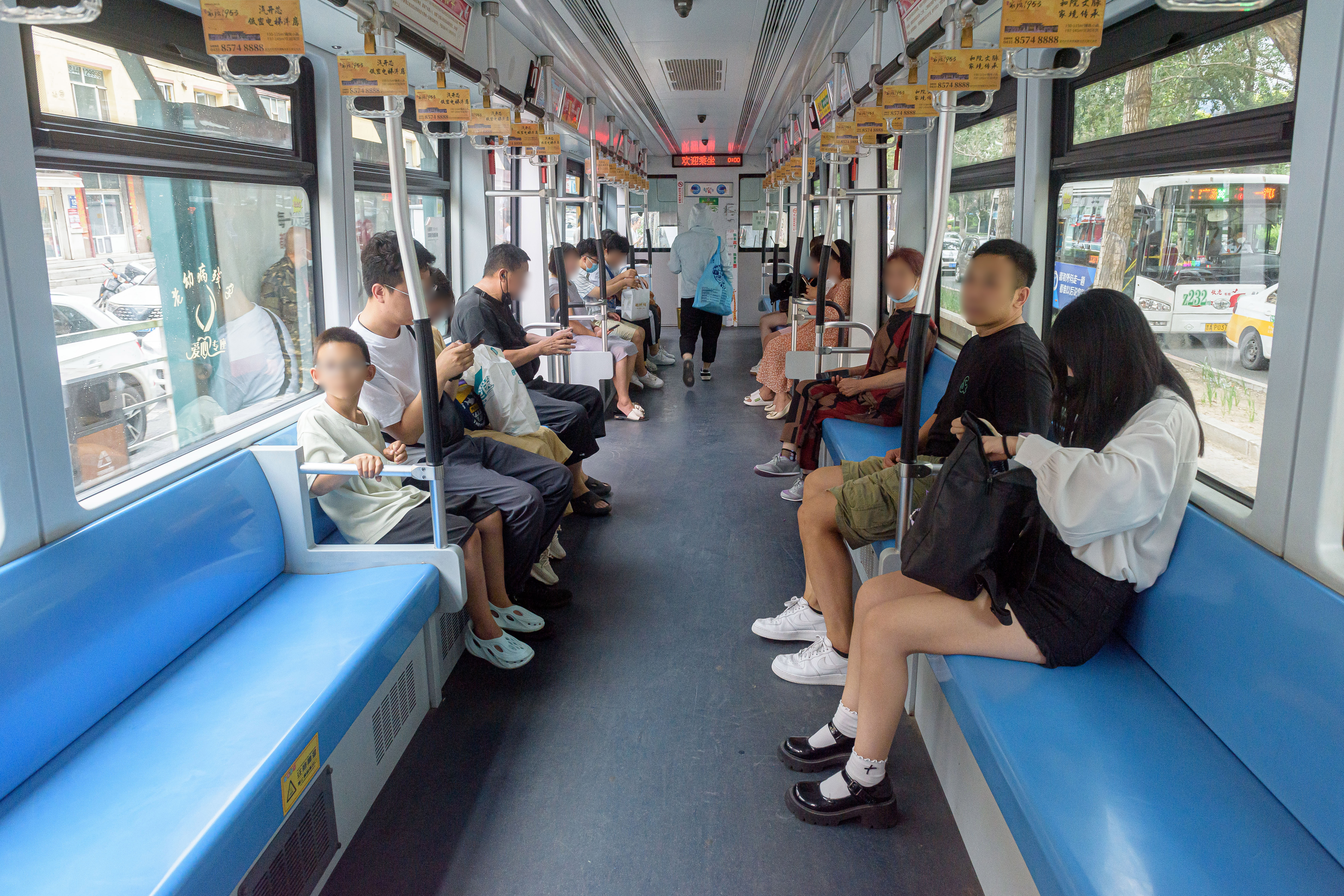
长春有轨电车900系内景（摄于55路921号车）
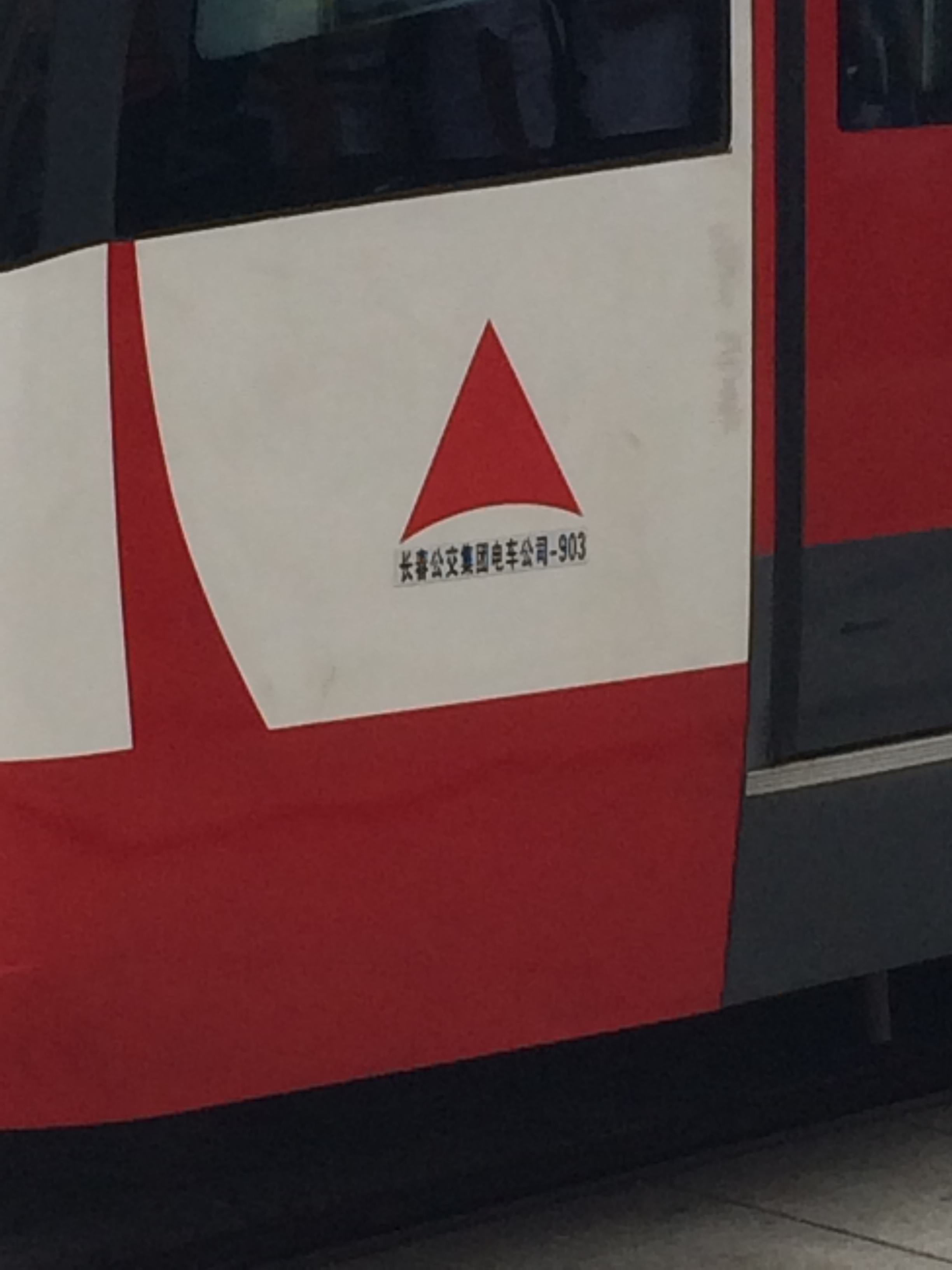
长春有轨电车 900系车号特写
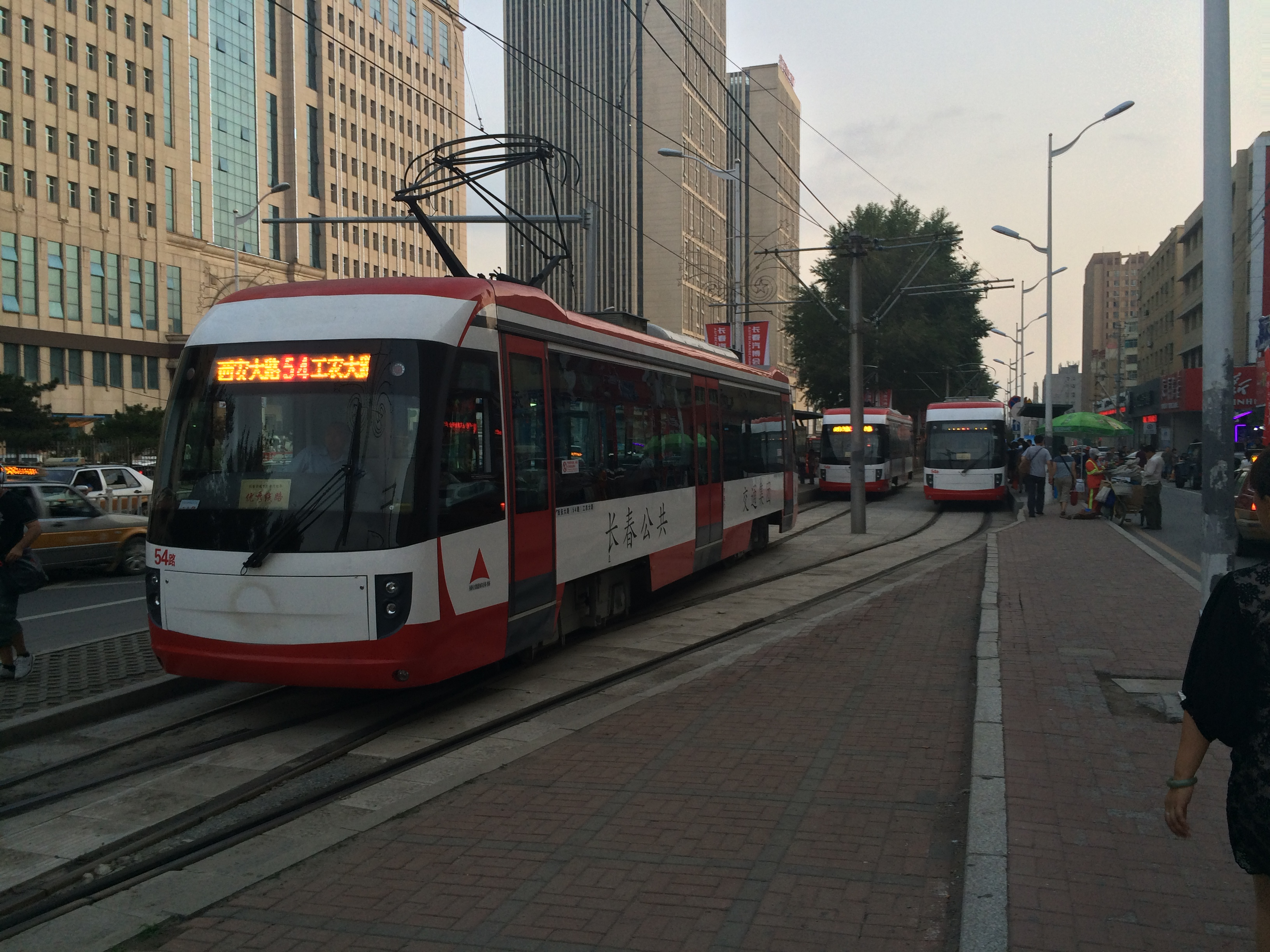
长春有轨电车工农大路总站
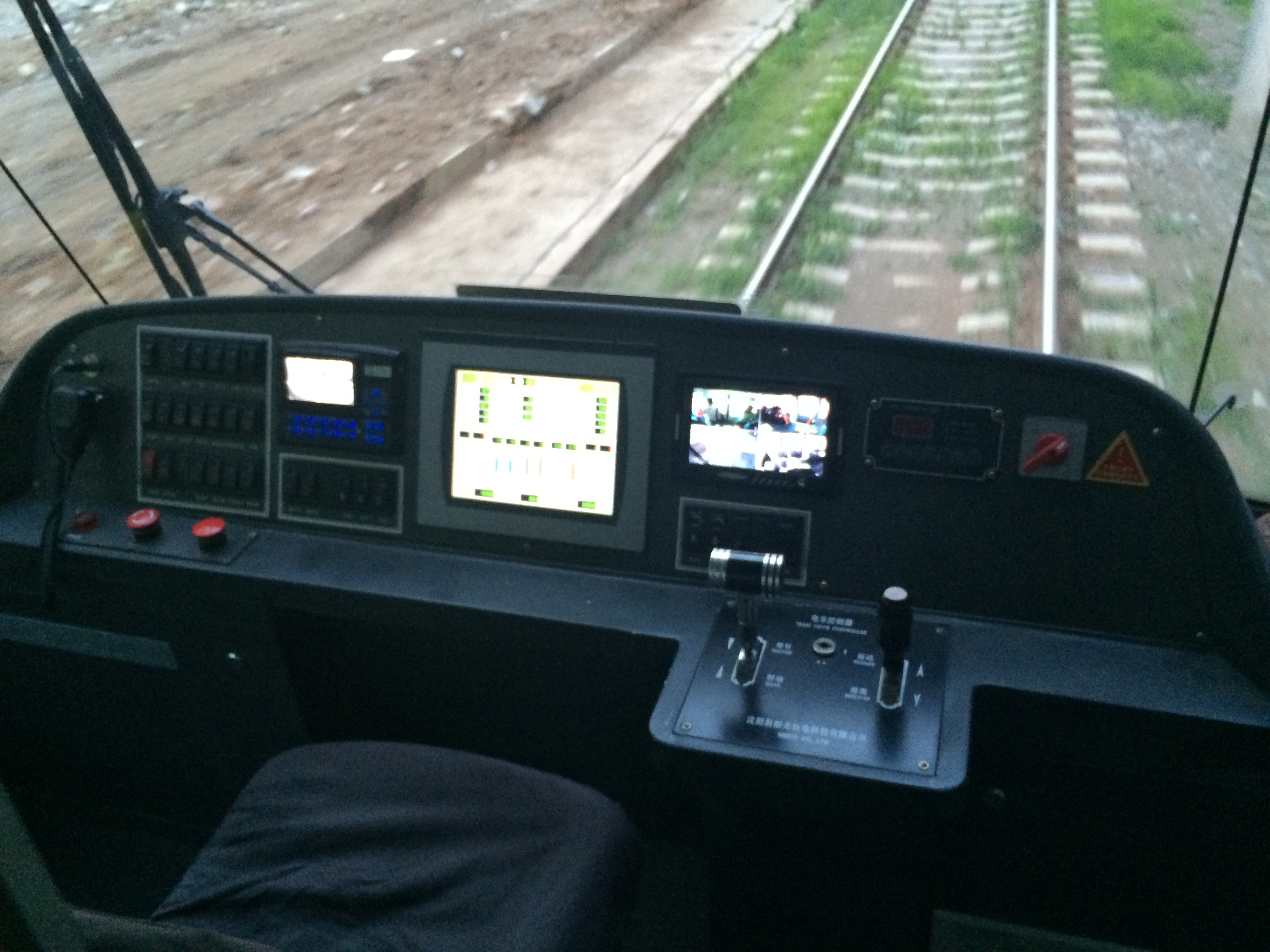
长春有轨电车900系驾驶台
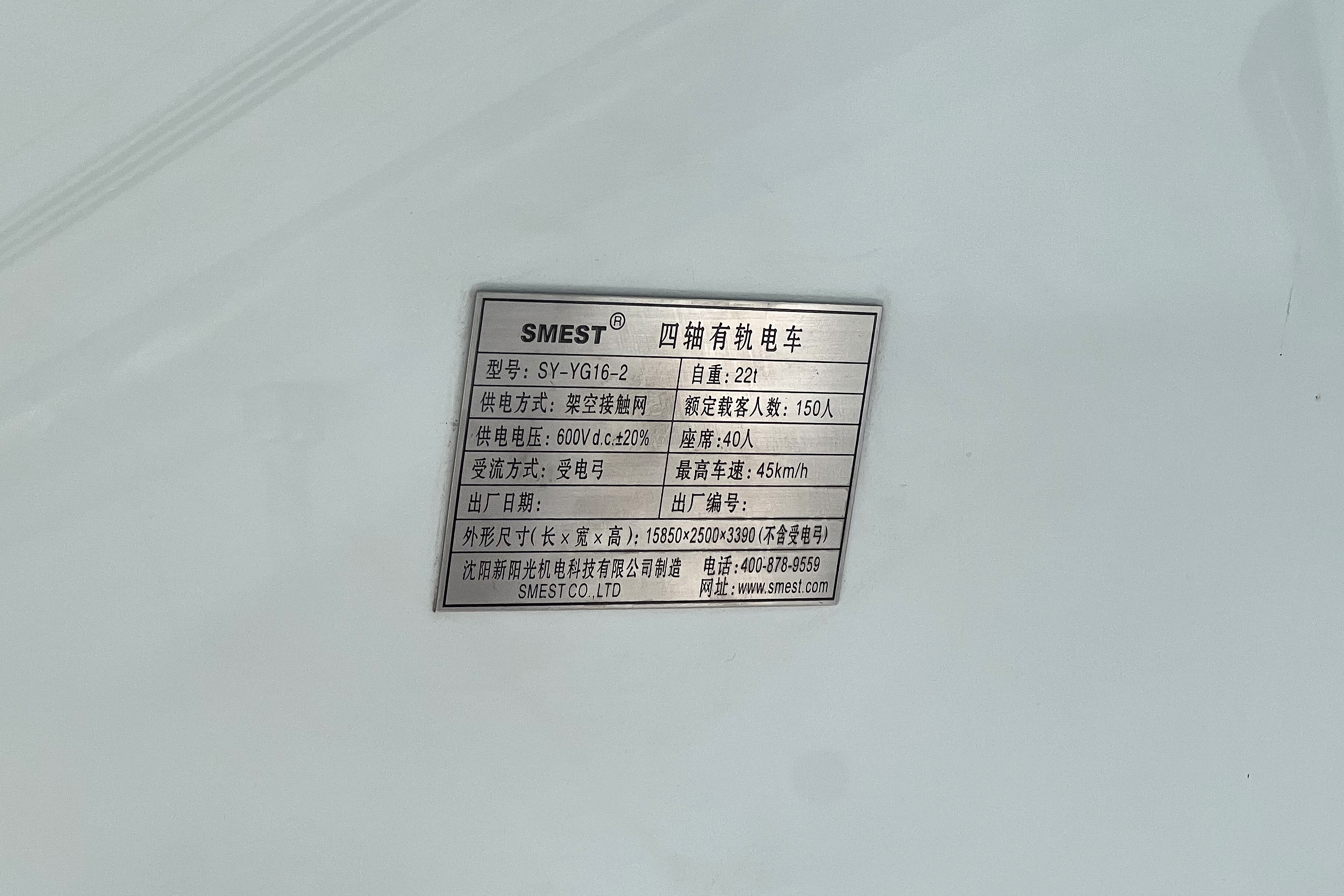
车辆铭牌